# Ctenopelma ruficeps
Ctenopelma ruficeps är en stekelart som beskrevs av Barron 1981. Ctenopelma ruficeps ingår i släktet Ctenopelma och familjen brokparasitsteklar. Inga underarter finns listade i Catalogue of Life.